# Taphrina dearnessii
Taphrina dearnessii är en svampart som beskrevs av Jenkins 1939. Taphrina dearnessii ingår i släktet Taphrina och familjen häxkvastsvampar.   Inga underarter finns listade i Catalogue of Life.